# Uniamesi

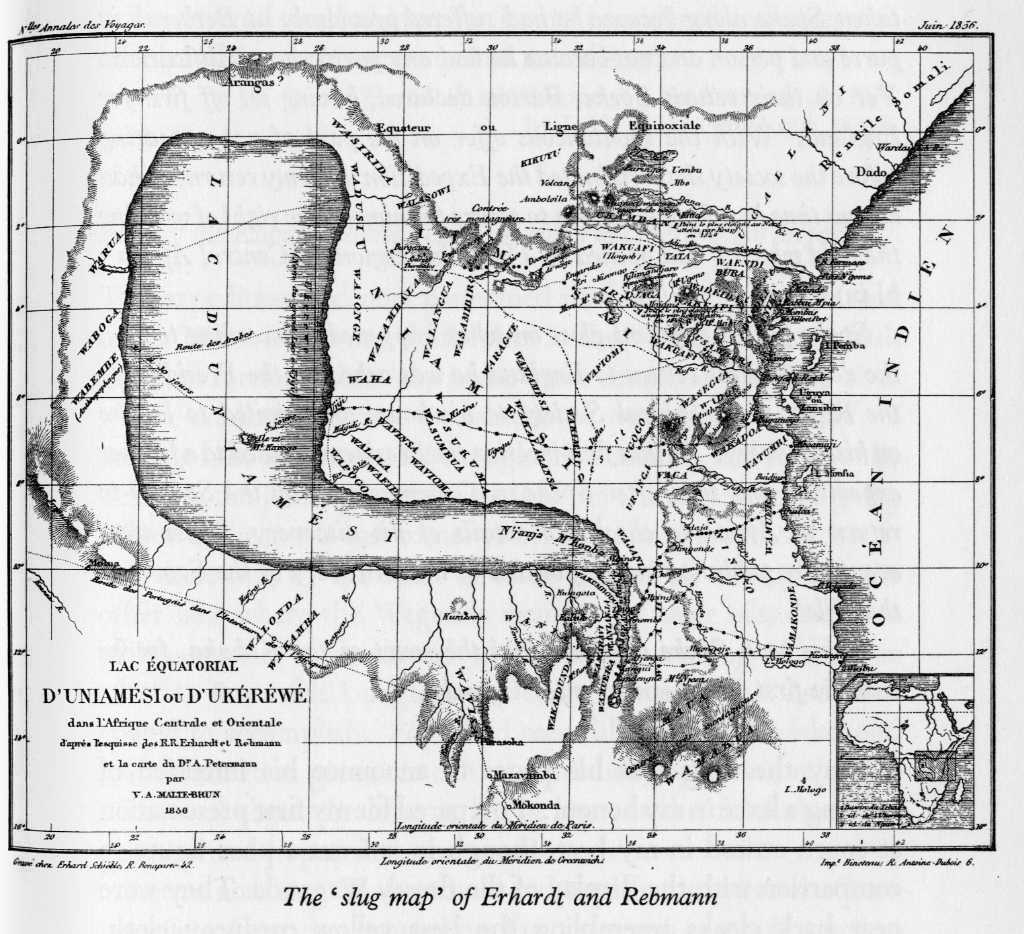
Carte datée de 1856, tracée par missionnaire allemand Johannes Rebmann et présentant le « lac équatorial d'Uniamési ou d'Ukuréwé ».

Uniamesi est le nom donné par les premiers explorateurs européens de la région des Grands Lacs d'Afrique, dans les années 1840 et 1850, à une mer intérieure mythique.

## Historique
Trois missionnaires allemands, Johann Ludwig Krapf, Jakob Erhardt et Johannes Rebmann, confinés à la zone côtière d'Afrique de l'Est, entendirent parler de la région d'Unyamwezi (en) dans le nord-ouest de ce qui est actuellement la Tanzanie, et s'exagérèrent sa taille pour y inclure une grande partie de l'intérieur du continent. Entendant parler d'un grand lac, ils s'imaginèrent un lac immense qui aurait été la source de la Bénoué, du Nil, du Zambèze et du Congo ; ils en dessinèrent une carte publiée en 1855. Cette dernière incita Richard Francis Burton and John Hanning Speke à monter une expédition dans la région, où il découvrirent que les lacs Victoria, Tanganyika et Malawi étaient des étendues d'eau distinctes, et non une immense mer intérieure. Il fallut attendre 1877 pour avoir la confirmation que ces trois lacs alimentaient bien le Nil, le Congo et le Zambèze, mais séparément.